# Bouconville-Vauclair

Bouconville-Vauclair este o comună în departamentul Ain, Franța. În 1 ianuarie 2022 avea o populație de 184 de locuitori.